# Staatsarchiv Bozen

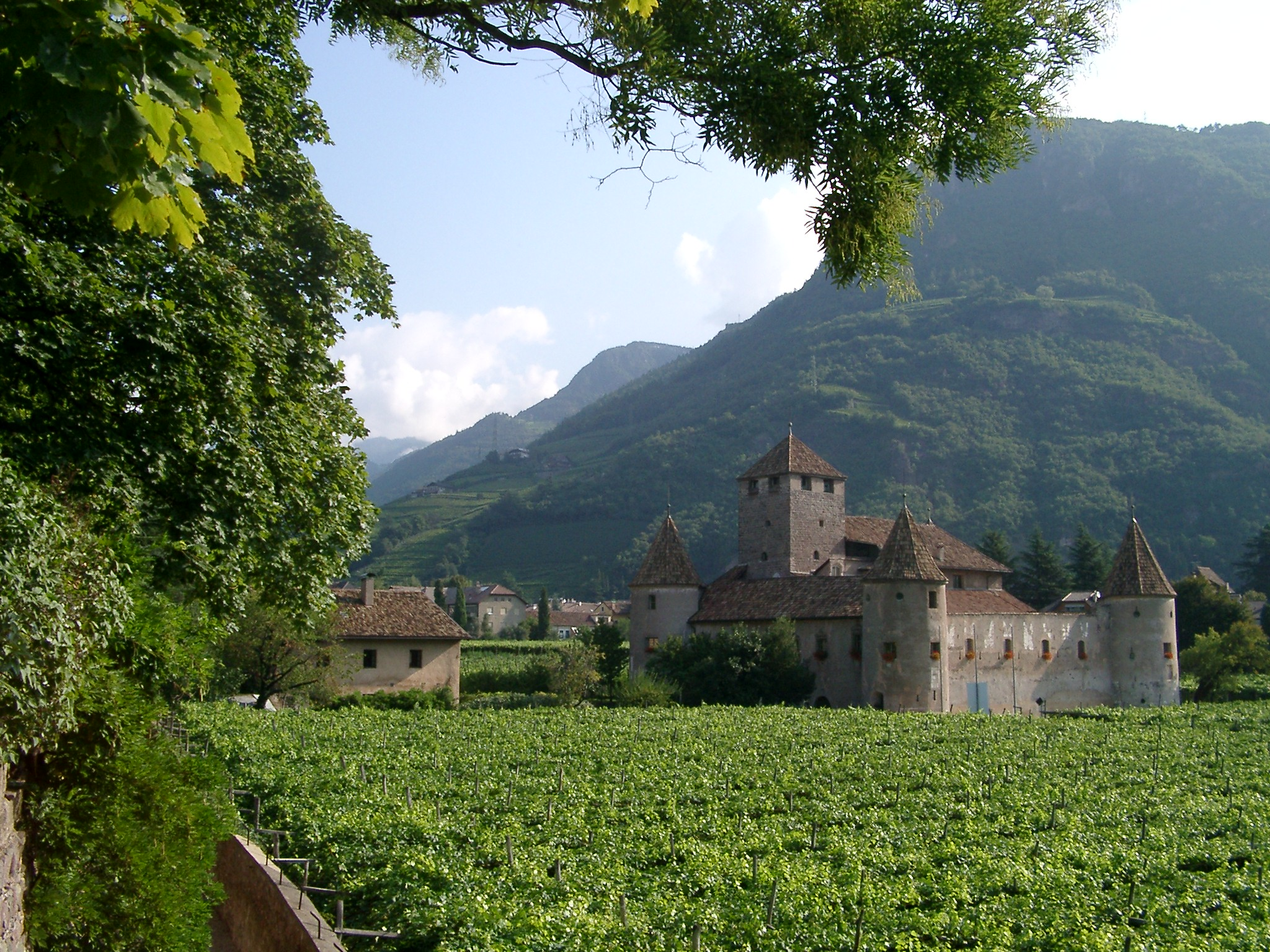
Der ehemalige Sitz des Staatsarchivs Bozen, Schloss Maretsch, von Süden

Das Staatsarchiv Bozen (italienisch Archivio di Stato di Bolzano, ladinisch Archif de Stat da Balsan) ist ein italienisches Staatsarchiv in Bozen. Es wurde 1920 als Sektion des neuen königlichen Staatsarchivs Trient eingerichtet und 1930 selbstständig.
Bereits 1919 wurden deutsch-südtirolische Archivalien aus Innsbruck ins Schloss Maretsch verlegt. Zum ersten Leiter des Staatsarchivs Bozen wurde Leo Santifaller ernannt, dem bei seinem Dienstantritt 1921 das leerstehende Schloss Maretsch als Archivgebäude, 150 Eisenbahnwaggons mit Archivalien (mit den Archiven Südtiroler Behörden und des Hochstifts Brixen) und ein ehemaliger österreichischer Gendarmeriewachtmeister als Hilfskraft übergeben wurden. Binnen eines Jahres war das Archiv eingerichtet und der Öffentlichkeit zugänglich, doch wechselte der für die faschistischen Machthaber zusehends unbequeme Santifaller bereits 1927 an die Monumenta Germaniae Historica nach Berlin.
1972 wurde das Schloss Maretsch für baufällig erklärt. Nach einigen Jahren notdürftiger Unterbringung in einer aufgelassenen Werkhalle bezog die Einrichtung 1985 zusammen mit dem Südtiroler Landesarchiv, auf das im Zuge der Autonomiebestimmungen ein Großteil der staatlichen Archivbestände überging, und der Landesbibliothek „Dr. Friedrich Teßmann“ einen Neubau im Stadtteil Gries-Quirein.
Das Staatsarchiv verwahrt das Schriftgut staatlicher Behörden in Südtirol, also im Wesentlichen Akten von Polizei-, Militär- und Gerichtsbehörden bzw. deren österreichischer Vorläufer wie etwa der Bezirkshauptmannschaften. Unter den Beständen ragen jene Teile des Brixner Hochstiftsarchivs hervor (darunter die Traditionen des Hochstifts Brixen), die aufgrund der staatlichen Sukzession 1919/20 von Österreich an Italien abgetreten werden mussten. Die älteste Originalurkunde ist ein karolingerzeitliches Diplom König Ludwigs II. (des Deutschen) von 848.